# Maihaugen

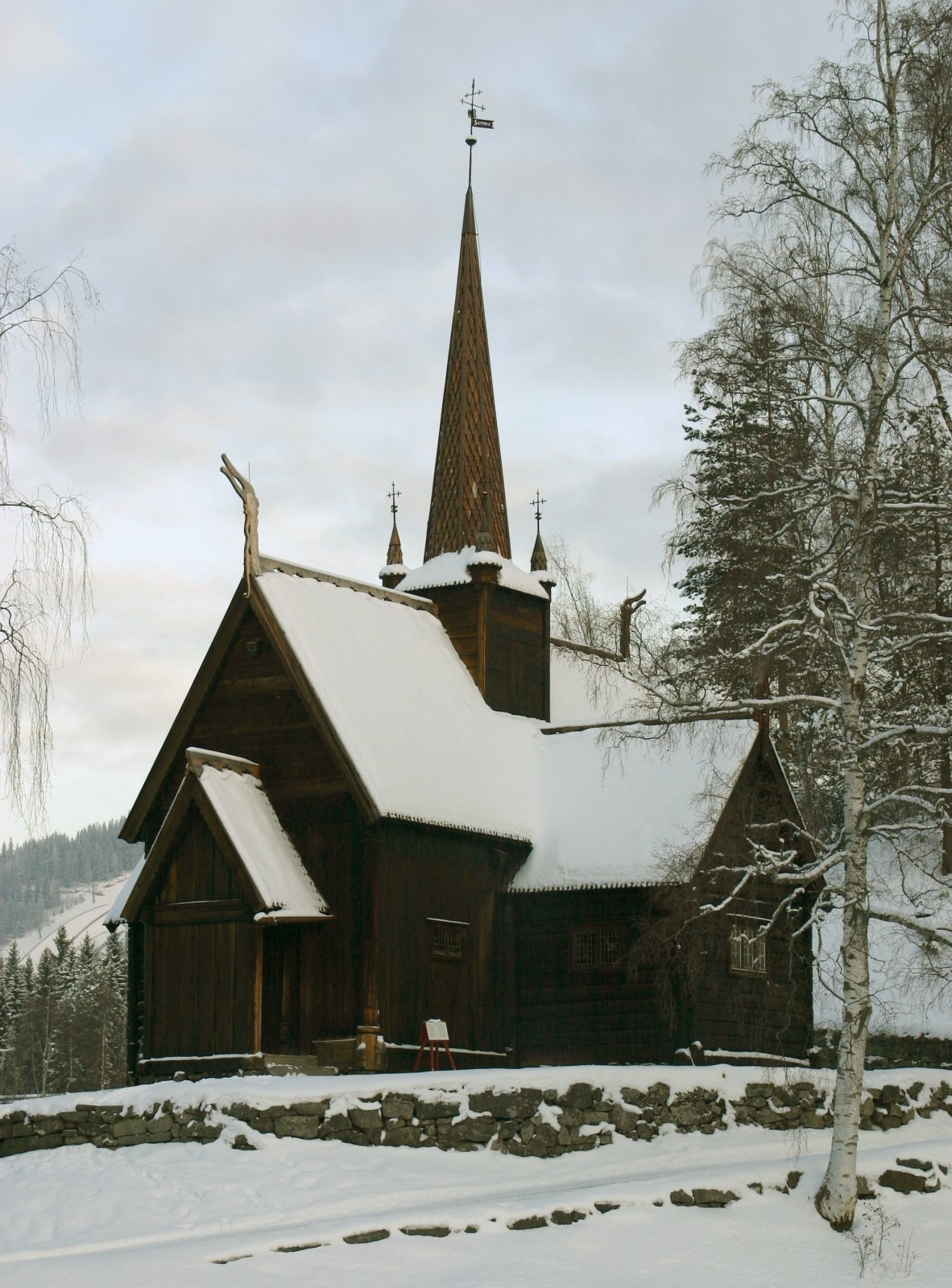
Garmo stavkyrka

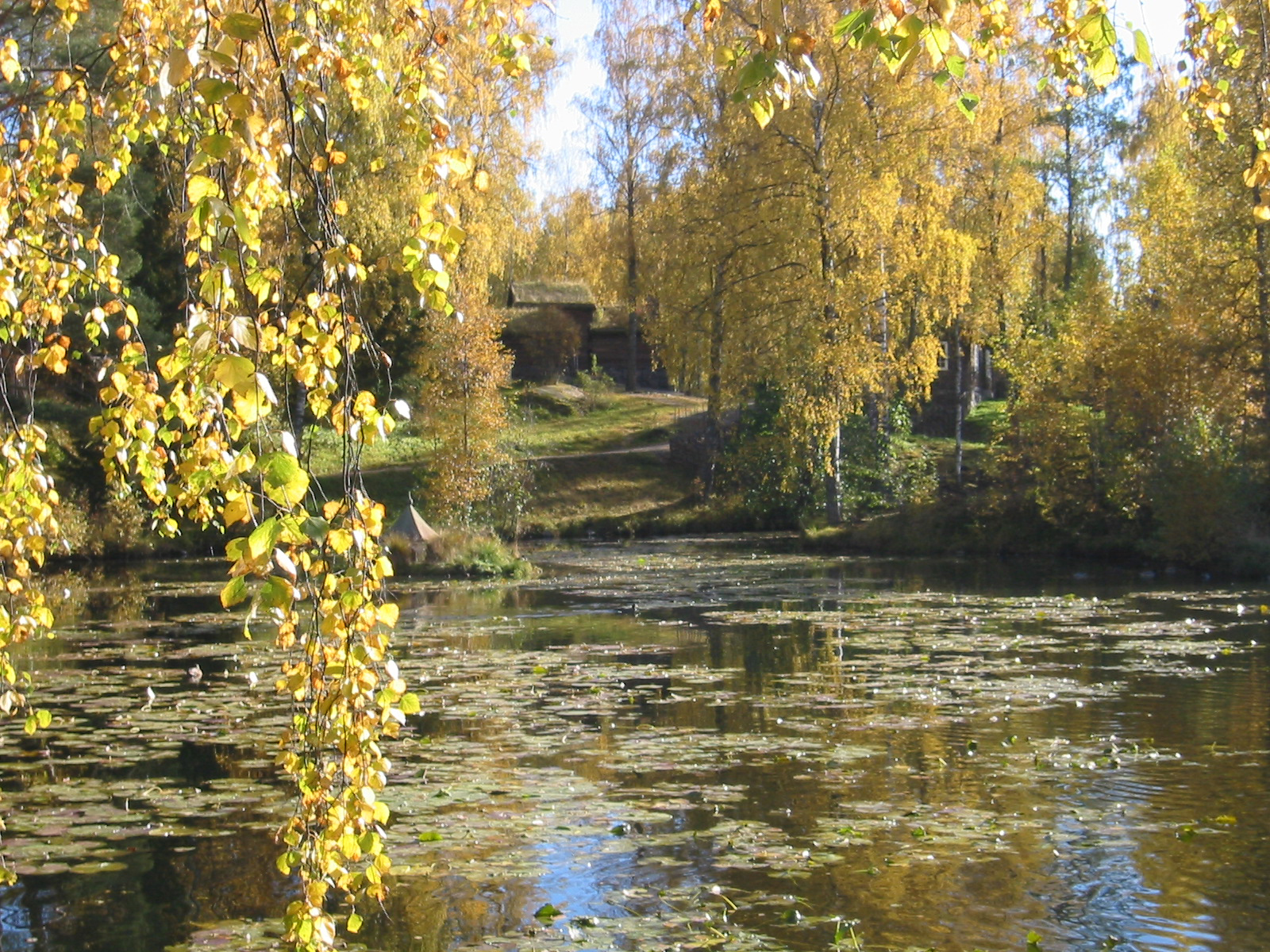
«Bygda», Maihaugen

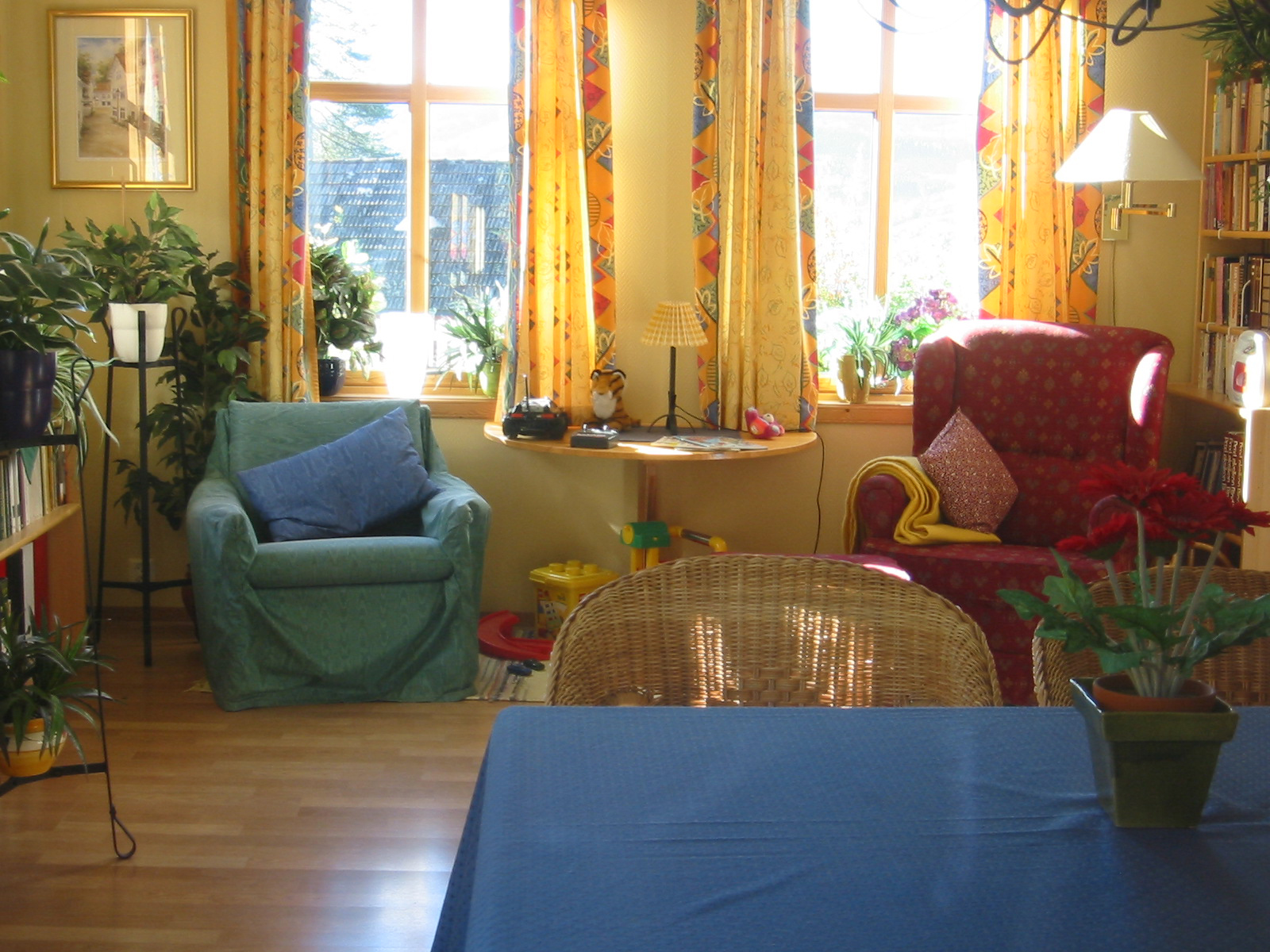
Interiör i 1980-talshuset från Boligfeltet, Maihaugen

Maihaugen är ett museum och friluftsmuseum i Lillehammer i Norge. Museet är en av de mest besökta turistattraktionerna i Lillehammer. Med nära 200 byggnader är Maihaugen ett av Nordeuropas största friluftsmuseer. Museet är en av de största kulturanläggningarna i Norge.
Maihaugen invigdes den 2 juli 1904 under namnet De Sandvigske Samlinger eftersom det baserades på tandläkaren Anders Sandvigs privata samlingar, vilka innehöll föremål från den gamla bondekulturen, särskilt allmogekonst och verktyg. Med tiden tillkom även byggnader från Gudbrandsdalen. Maihaugen var det första norska museum dit man flyttade inte bara enskilda byggnader utan hela gårdar.
Norsk handverksutvikling och författarhemmen Aulestad, Bjørnstjerne Bjørnsons hem i Gausdal, och Bjerkebæk, Sigrid Undsets hem från 1919, samt Norges Olympiska Museum i Håkons Hall är också knutet till Maihaugen. 27 mars 2006 lade Norges drottning  Sonja grundstenen til det nya besökarcentret på Bjerkebæk. 
Tyngdpunkten för museets samlingar ligger på hantverk.
Maihaugen var den främsta förebilden för friluftsmuseet Jamtli i Östersund.

## Beskrivning
Maihaugens friluftsmuseum är indelat i tre delar: Bygda visar hus och gårdar från bygderna i Gudbrandsdalen, huvudsakligen från perioden 1700-1900, med några äldre byggnader så som Garmo stavkyrka från omkring 1200. Byen (Staden) är en samling hus från Lillehammer stad från tidigt 1800-tal fram till 1950. Boligfeltet visar privatbostäder från 1900-talets decennier, vilket tydliggör hur snabbt byggnadsstil och inventarier har förändrat sig under de senaste hundra åren. Det nyaste huset här är från 2001.
Museets fasta utställningar är hantverksutställningen De gamle verksteder, den norska historiska utställningen Langsomt ble landet vårt eget och Folkekunst fra Gudbrandsdalen. Från 2003 införlivades Norges postmuseum i Maihaugen. Postutstälningarna innefattar en posthistorisk utställning i Postgården i Byen, en postvgn i tåget i Byen och inomhusutställningen Norske frimerker.     

## Historia
Grundaren, Anders Sandvig, samlade från gamla hus och gårdar i Gudbrandsdalen för att ge ett smakprov på norsk kultur och historia i ett museum. Han började först på sin egen bakgård, men när hans samling växte, 1901, erbjöd stadsfullmäktige honom en permanent plats för museet. 1904 avsatte staden Lillehammer ett område som redan var känt som Maihaugen och köpte Sandvigs samling och etablerade Sandvigske Samlinger (Sandvigske Samlinger), det formella namnet på Maihaugen. Sandvig anställdes till en början som oavlönad intendent, men utsågs senare till museets första föreståndare. Museets nya plats hade använts som picknick- och mötesplats för stadsborna. Folk hade träffats här för att fira Norges grundlagsdag och för att tända brasor till midsommarafton.
Maihaugen berättar historien om hur människor har bott i Gudbrandsdalen från medeltiden fram till idag. Sociala institutioner som kyrka, skola, postkontor, järnvägsstation, butiker, fängelser och militära anläggningar är alla representerade på museet. Museet har en rik samling av artefakter, möbler, verktyg och ornament, som sträcker sig i ålder från medeltiden.
Garmo stavkyrka är en av huvudattraktionerna. 1882 demonterades kyrkan och såldes till Anders Sandvig, som förde den till Lillehammer, där den återuppfördes på Maihaugen 1920–1921.
I Maihaugen finns också ett stort fotoarkiv och ett inomhusmuseum. De byggdes 1959 och förlängdes som förberedelse för Olympiska vinterspelen 1994. Konserthuset Maihaugsalen, med över 700 sittplatser och en stor utställningsyta, invigdes i september 1967.

## Galleri

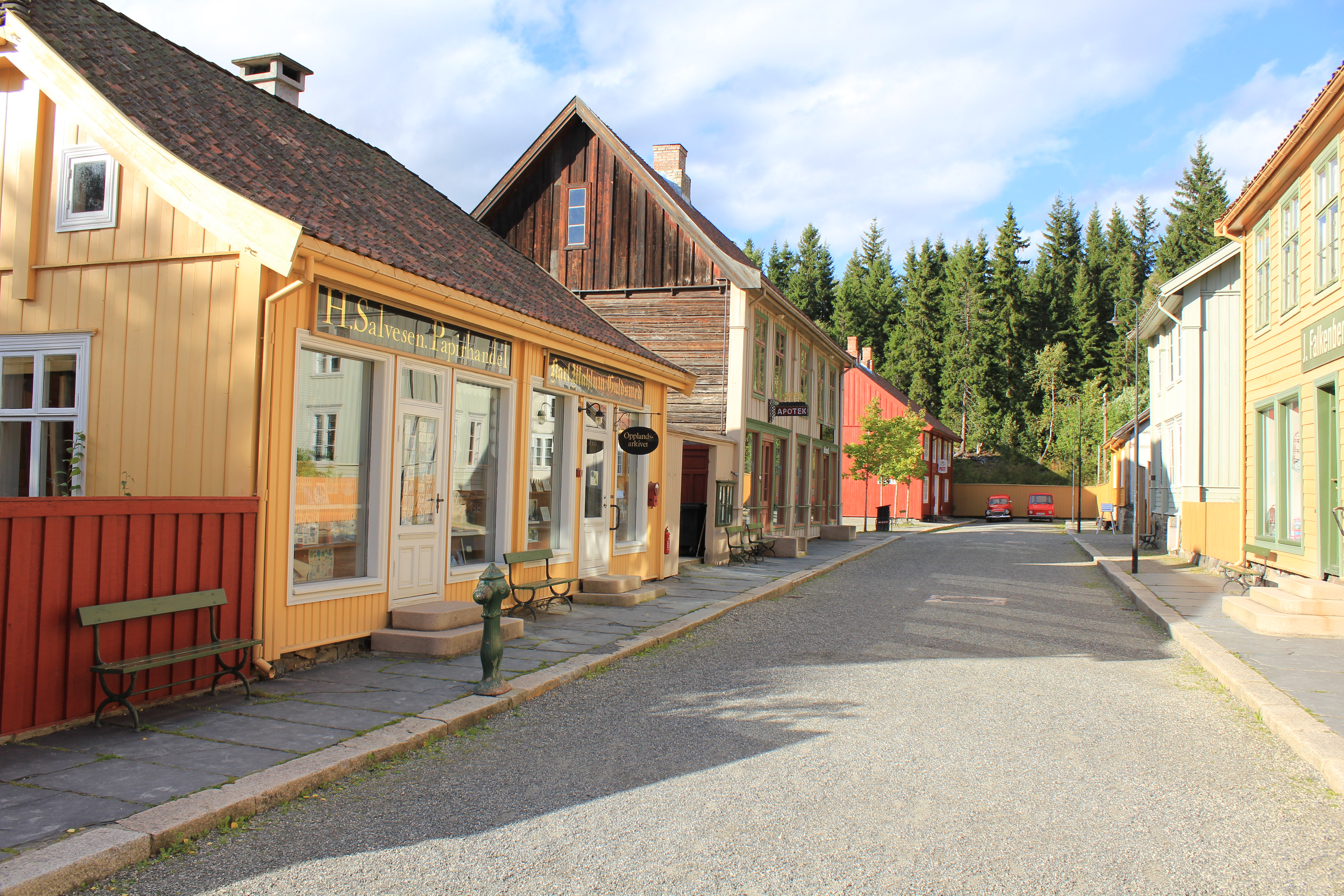
Gammal stadsgata i Maihaugen museum
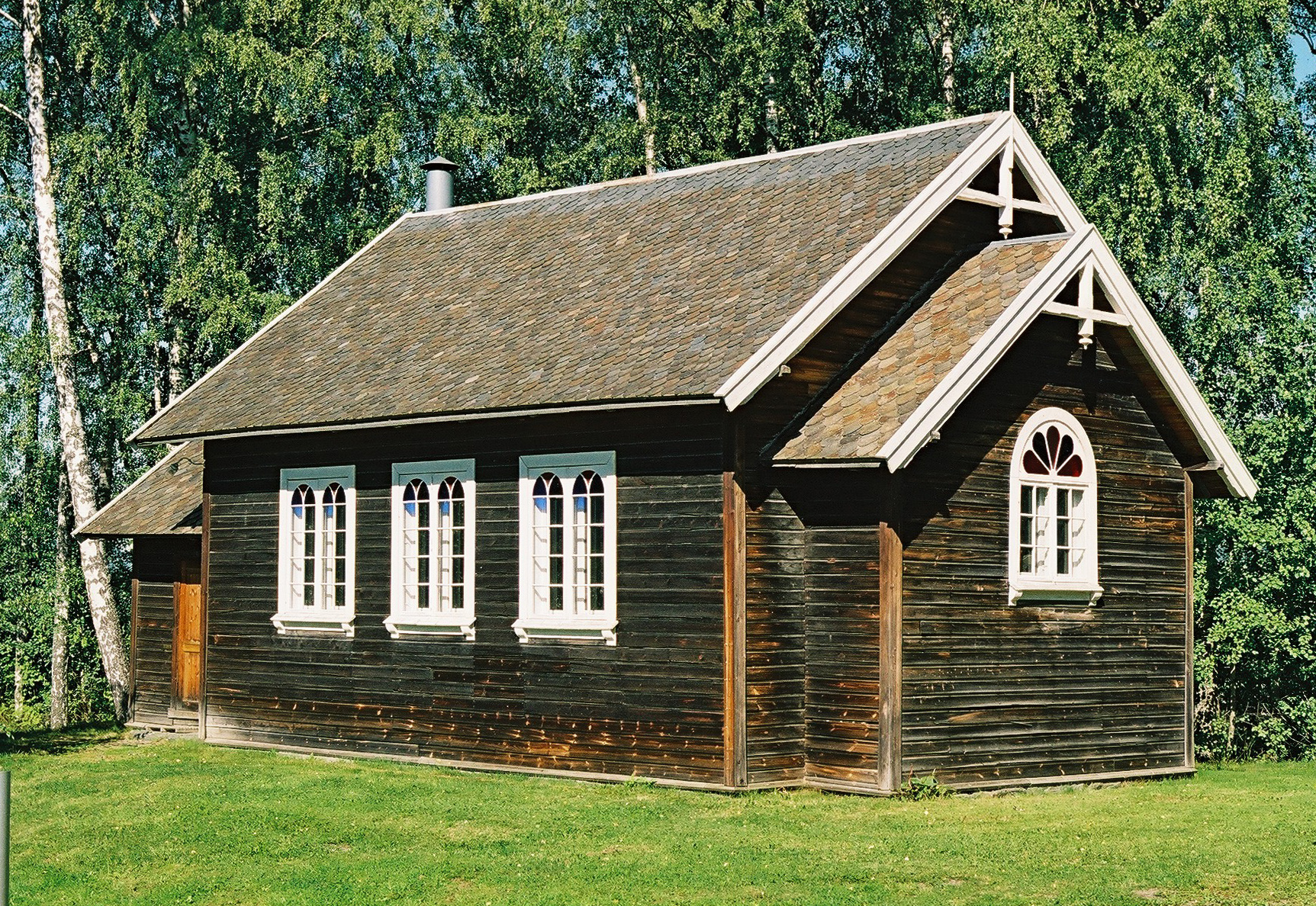
Samlingssal för nykterhetsrörelsen.
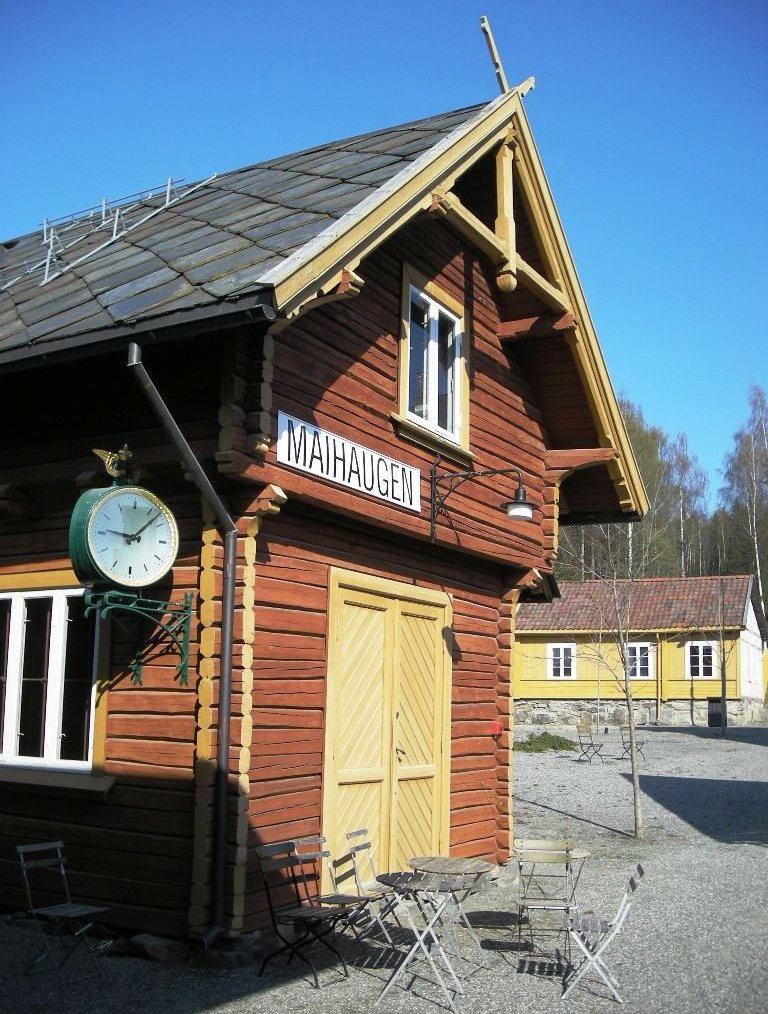
Maihaugens station
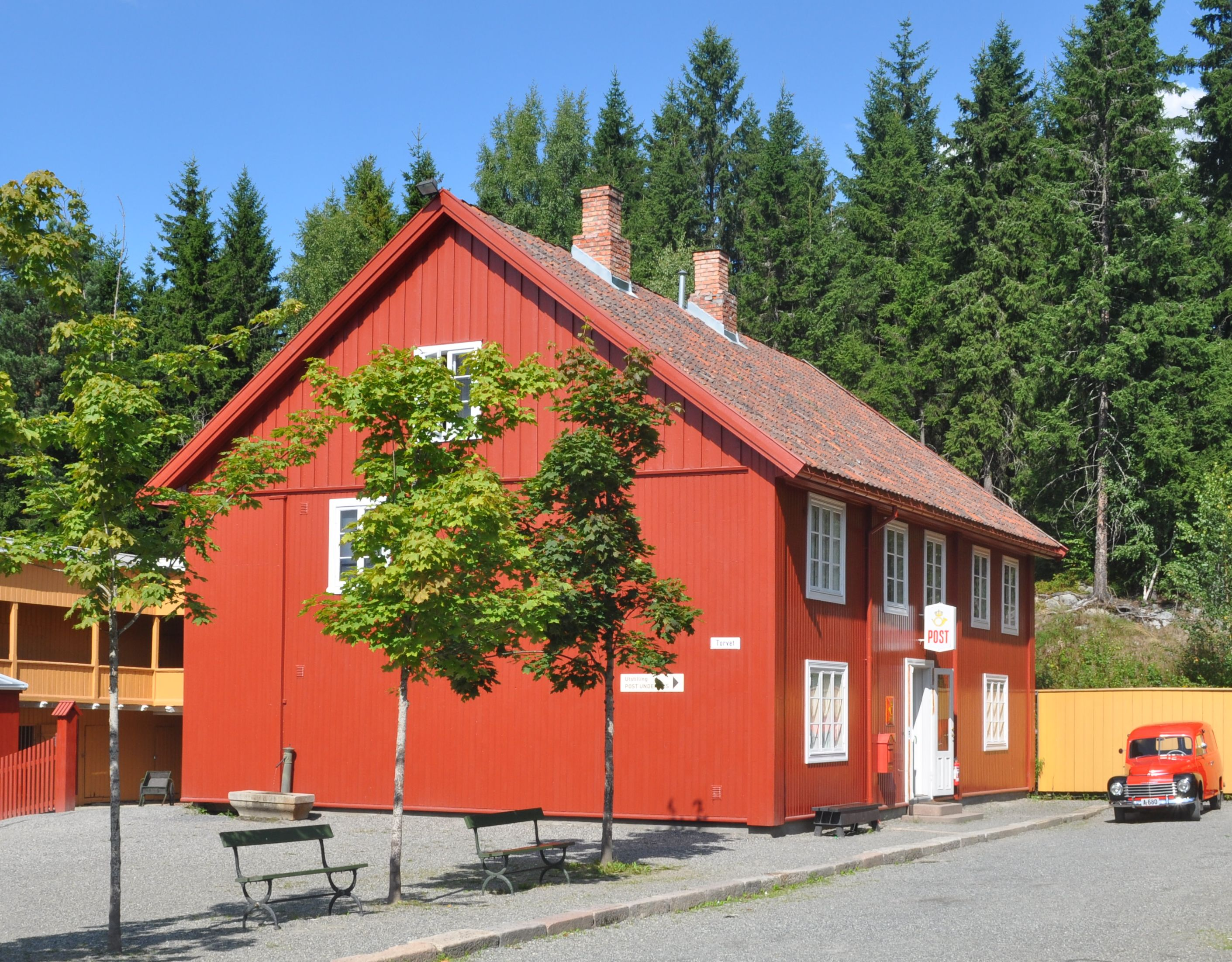
Maihaugens postkontor
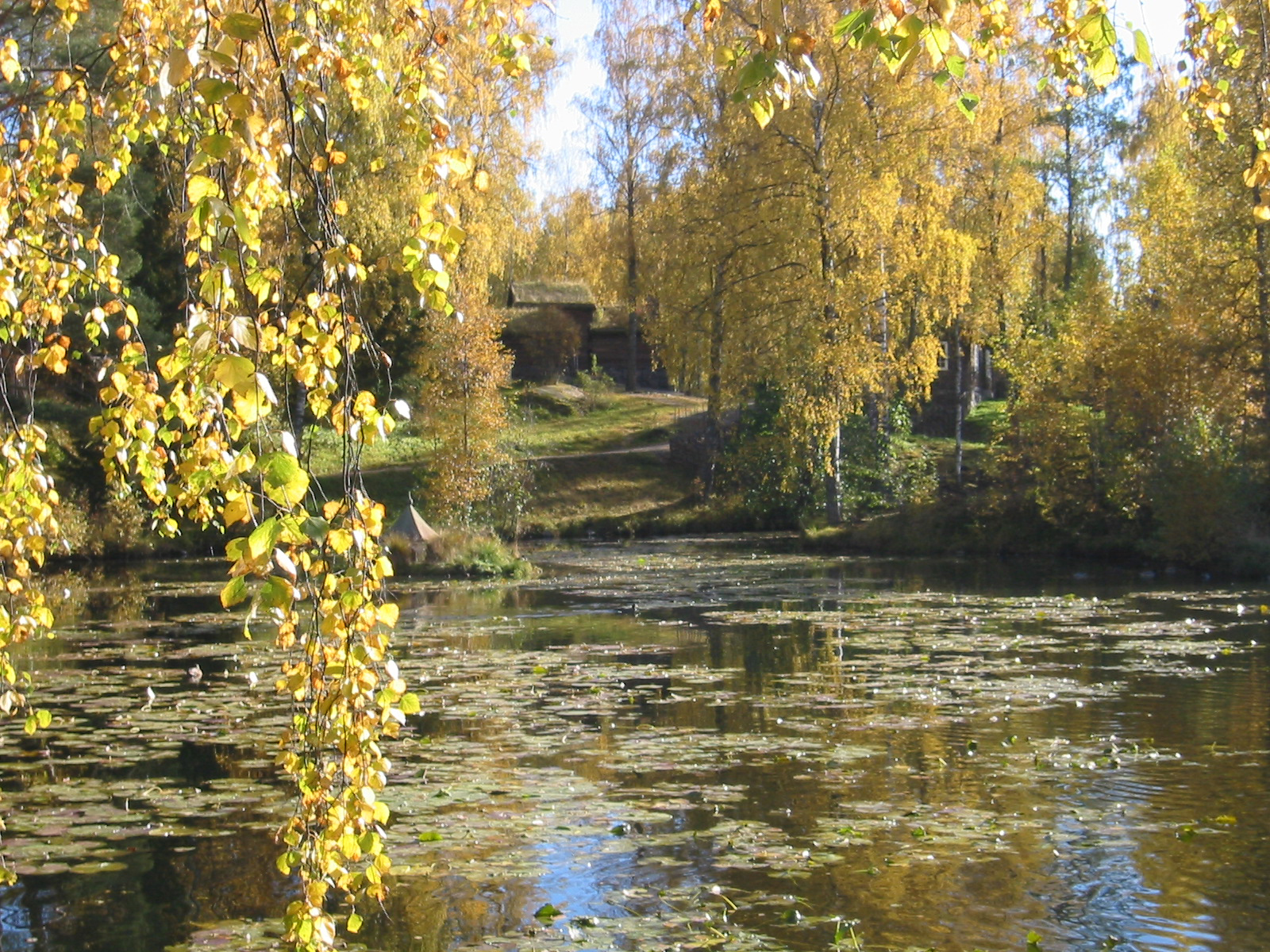
Norra dammen i Maihaugen
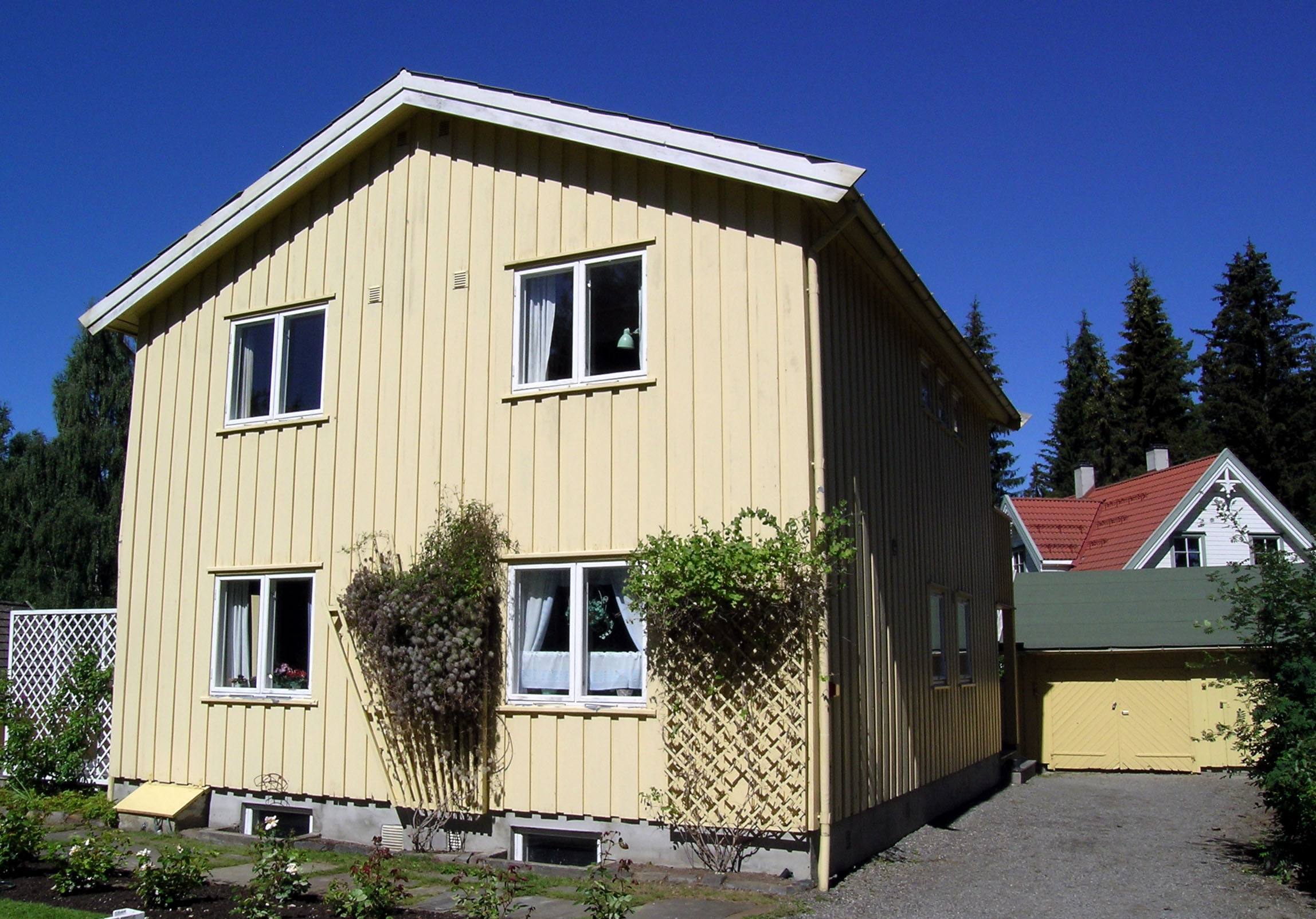
Typiskt norskt hus från 1950-talet

## Relaterade webbplatser

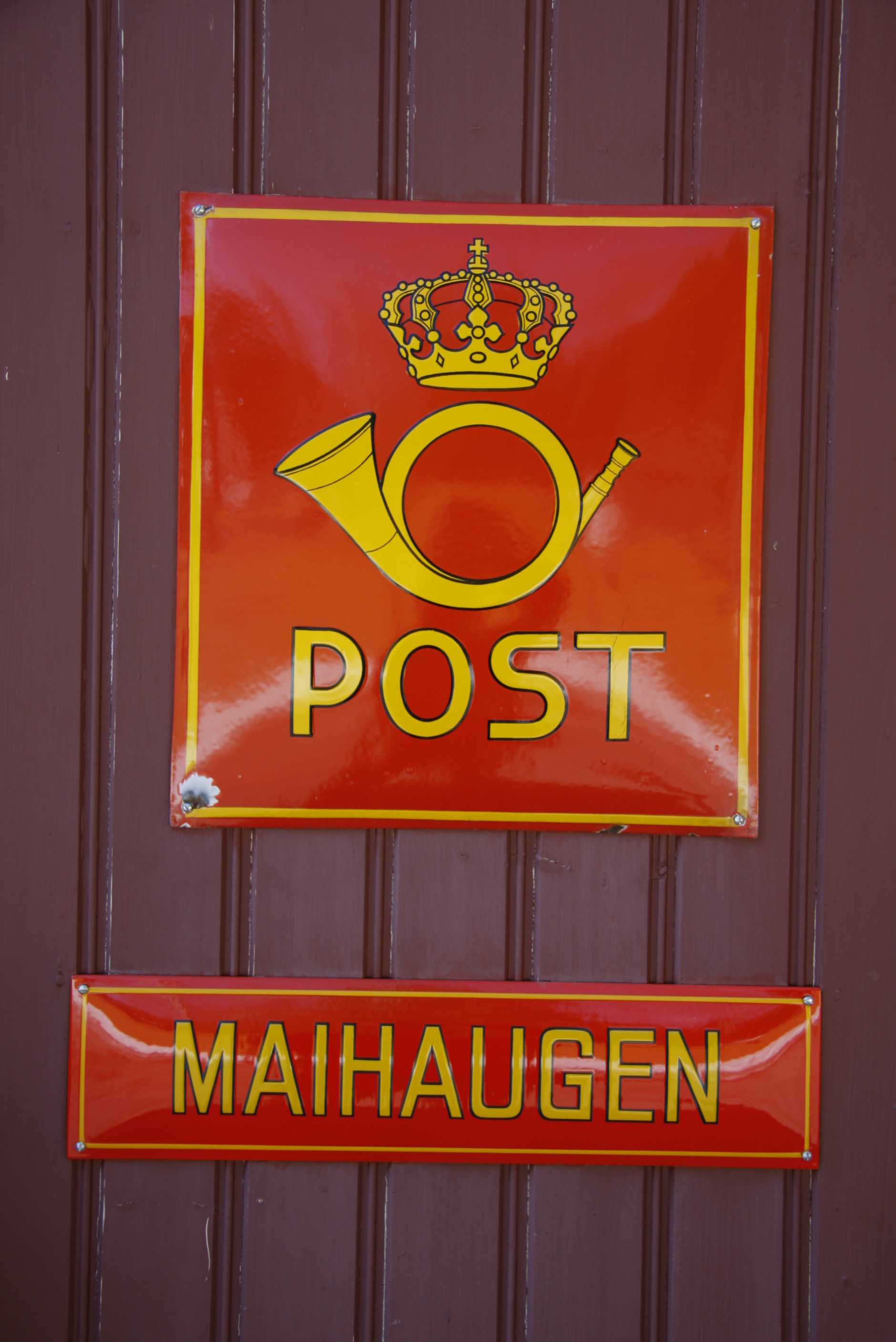
Postskylt i Maihaugen

Även följande institutioner administreras av De Sandvigske Samlinger:
Aulestad i Gausdal – Nobelpristagarens hem, Bjørnstjerne Bjørnson
Bjerkebæk i Lillehammer – Nobelpristagarens, Sigrid Undset, hem
Norges olympiske museum – Representerar alla olympiska spel sedan 1896.
Postmuseet – Norges specialmuseum för post och filateli.